# Radosław Szwade
Radosław Szwade (* 18. Juni 1983; † 30. März 2018) war ein polnischer Biathlet.
Radosław Szwade lebte in Szczytna und startete für UKS Pod Stróżą Miszkowice. In Duszniki-Zdrój, unweit seines Wohnortes, nahm er an den Sommerbiathlon-Weltmeisterschaften 2010 teil und belegte mit vier Schießfehlern den 31. Platz im Sprint. Im Verfolgungsrennen erreichte er das Ziel als einer von mehreren überrundeten Läufern nicht. Er wurde nach dem dritten Schießen mit weiteren fünf Fehlern aus dem Rennen genommen.